# Sennius morosus
Sennius morosus är en skalbaggsart som först beskrevs av Sharp 1885.  Sennius morosus ingår i släktet Sennius och familjen bladbaggar. Inga underarter finns listade i Catalogue of Life.